# Целых, Юрий Николаевич
Юрий Николаевич Целых (род. 18 апреля 1979, Металлист, Ворошиловградская область) — украинский футболист, нападающий.

## Игровая карьера
Учился в Луганском интернате. На последнем году обучения в числе четырёх выпускников, был приглашён на сборы в Алушту в северодонецкий «Химик», который тренировал Юрий Коваль. До подписи контракта дело не дошло.
Первой командой Юрия стала «Заря». В этой команде дебютировал в 17 летнем возрасте, выйдя на замену в выездном матче против житомирского «Полесья». В той игре Целых удалось забить гол, но луганчане всеравно проиграли — 1:2. В тот период «Зарю» тренировал Анатолий Куксов, затем его сменил Александр Шакун. Эти луганские тренеры доверяли молодым местным воспитанникам футбола, поэтому Юрий Целых имел много игровой практики. Удачно проявившего себя в «Заре», Юрия в 1999 году пригласили в киевское Динамо.
После переезда в Киев Целых играл за «Динамо-2», в составе первой команды 30 октября 1999 года провёл 17 минут матча против «Днепра» (4:0). Период с 2000 по 2005 год провёл в многочисленных арендах в клубах разных первого, второго и третьего дивизионов чемпионата Украины.
В 2005 году контракт Юрия выкупил ФК «Харьков». В этой команде Целых сыграл 30 матчей, затем был отдан в аренду в «Закарпатье».
В 2007 году бывший одноклубник, который был хорошо знаком с Александром Косевичем, посодействовал возвращению Юрия в Луганск. Перейдя в «Зарю», Целых довёл число своих матчей в высшем украинском дивизионе до 117.
Далее играл в командах «Витебск», «Александрия», «Новбахор», «Закарпатье», «Андижан», «Николаев», «Буковина», «Шахтёр» (Свердловск).
В октябре 2013 года очередным клубом форварда стал СК «Заря», выступающий в чемпионате Донбасса. С началом вооруженного конфликта на востоке Украины остался на неподконтрольной Украине территории и выступал в клубах чемпионата непризнанной ЛНР. В 2015 году провёл матч за сборную ЛНР